# L'assassinio del commendatore
L'assassinio del commendatore (騎士団長殺し?, Kishidanchō-goroshi) è un romanzo dello scrittore giapponese Haruki Murakami. Il romanzo è stato pubblicato diviso in due parti nel 2017 in Giappone, mentre in Italia la pubblicazione dei due volumi è avvenuta nei due anni seguenti.

## Trama
Il protagonista è un uomo di cui non viene mai menzionato il nome e che di professione fa il pittore ritrattista. Un giorno viene lasciato dalla moglie e, devastato dalla inaspettata separazione, decide di lasciare il lavoro e intraprendere un lungo viaggio per il Giappone. Un suo amico gli offre di andare a vivere nella villa disabitata del proprio padre, un noto pittore di nome Tomohiko Amada ormai anziano che si è trasferito in una casa di riposo, ma il protagonista rifiuta l'offerta.
Durante il viaggio incontra in un ristorante una donna che sembra fuggire da qualcuno, un uomo che non è in grado di identificare ma di cui può riconoscere solo l'autoveicolo: una Subaru Forester bianca. Dopo essersi confidata con lui, la donna lo accompagna in un love hotel dove fanno sesso. Al suo risveglio il protagonista scopre che la donna è già andata via. Tornato al diner trova di nuovo la Subaru bianca. 
Il viaggio del protagonista termina quando la macchina ha un guasto meccanico. Decide quindi di accettare l'offerta del suo amico e va a vivere nella villa immersa nel bosco. L'accordo è semplice: il protagonista potrà vivere lì gratis a patto di prendersi cura dell'immobile ed evitare che cada in rovina. Durante un'ispezione il protagonista rinviene nella soffitta un dipinto di Tomohiko, dal titolo L'assassinio del Commendatore, ispirato da una scena del Don Giovanni. In questo periodo riesce a trovare un lavoro come insegnante d'arte in una scuola del piccolo paese vicino alla villa e sorprendentemente riceve una chiamata dal suo agente che gli comunica una nuova commissione per un ritratto. Dopo aver inizialmente rifiutato, il protagonista si convince ad accettare quando scopre che il committente è Wataru Menshiki, il proprietario della villa vicino a quella di Tomohiko Amada, che ha offerto una somma enorme per assicurarsi i suoi servigi.
Una notte il protagonista viene svegliato dal suono di una campanella, esce di casa per cercare la fonte del rumore e scopre che proviene da sottoterra. Nei giorni seguenti, dopo essersi confidato con Menshiki e aver ottenuto la sua collaborazione, i due uomini scoprono una piccola cripta costruita per ospitare un Sokushinbutsu, ovvero un monaco che aveva cercato di farsi mummificare vivo. Nella cripta trovano solo la campanella. Nelle notti seguenti il protagonista riceve la visita di una strana creatura, alta pochi centimetri e che ricorda nell'aspetto il Commendatore del dipinto di Amada.
Man mano che il lavoro sul ritratto prosegue anche il rapporto tra i due uomini si evolve, e Menshiki rivela di aver comprato la sua abitazione al solo scopo di spiare una ragazzina di nome Mariye Akigawa, allieva del protagonista, che egli ritiene possa trattarsi di sua figlia. Allo scopo di incontrarla riesce a convincere il protagonista a invitarla a casa sua per un ritratto. Improvvisamente la ragazza scompare e i due uomini, con l'aiuto del Commendatore, dovranno ritrovarla.

## Accoglienza
La prima edizione giapponese del libro ha venduto 1,3 milioni di copie.

## Edizioni
- Haruki Murakami, L'assassinio del Commendatore. Libro primo. Idee che affiorano, traduzione di Antonietta Pastore, Supercoralli, Einaudi, 2018,  p. 411.
- Haruki Murakami, L'assassinio del Commendatore. Libro secondo. Metafore che si trasformano, traduzione di Antonietta Pastore, Supercoralli, Einaudi, 2019,  p. 440.
- Haruki Murakami, L'assassinio del Commendatore. Ediz. integrale, traduzione di Antonietta Pastore, Super ET, Einaudi, 2020,  p. 856.